# Kirchenburg

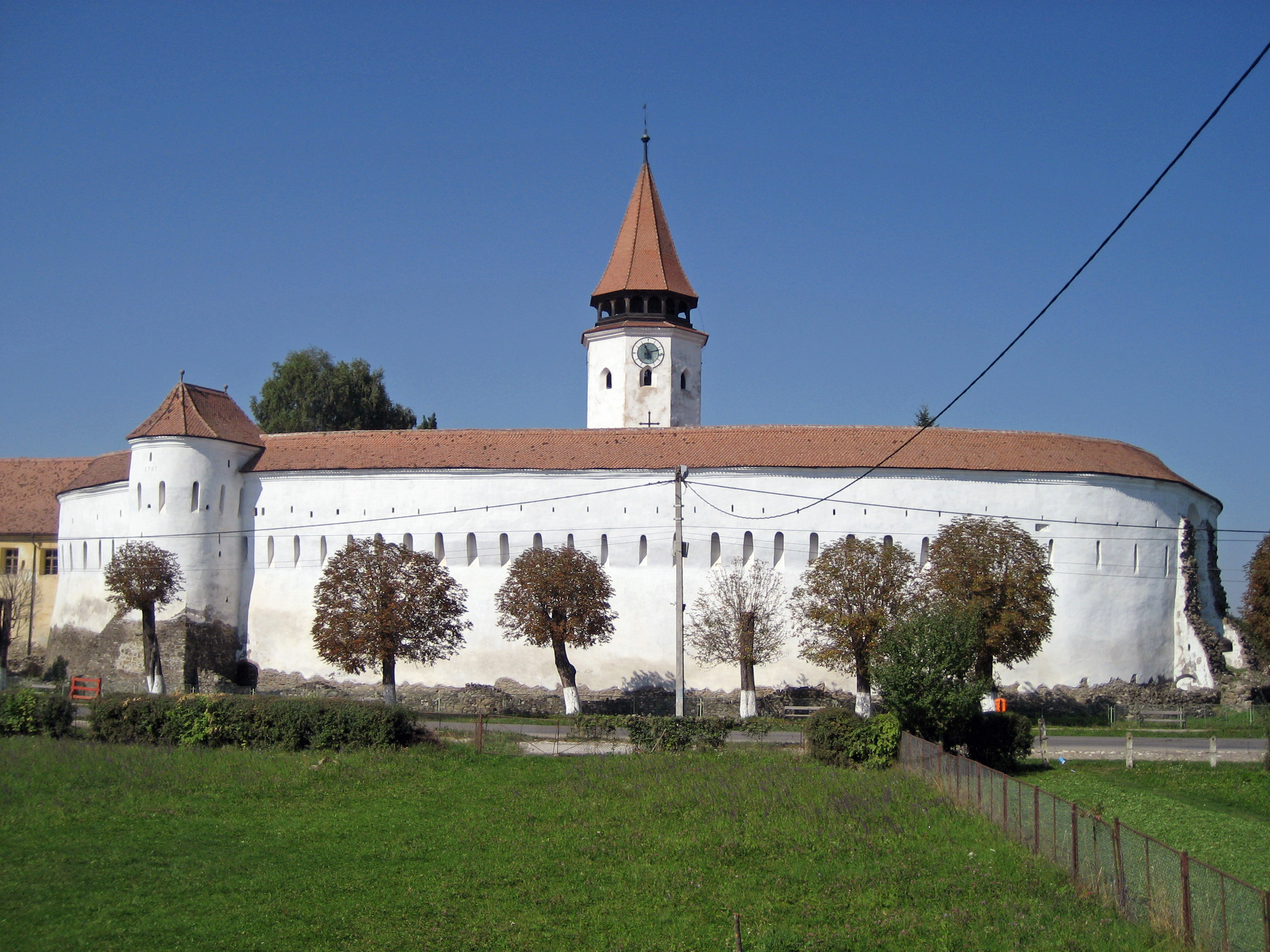
Kirchenburg in Tartlau, Siebenbürgen

Als Kirchenburg bezeichnet man die Befestigungen um einen Kirchhof, die in Mittelalter und Früher Neuzeit von der Bevölkerung als Rückzugsort bei kriegerischen Auseinandersetzungen (Funktion der Fliehburg) und als Lagerort für Vorräte genutzt wurden. Die Kirchenburg kann aus Mauern, Gräben und Türmen bestehen. Weist die Kirche selbst solche Verteidigungsfunktionen auf, spricht man von einer Wehrkirche.

## Baugeschichte der Kirchenburgen
Die Kirche ist dabei von einer wehrhaften Mauer umgeben, die mit Wehrgängen und Wehrtürmen ausgestattet ist oder mit Gaden. Eine Kirchenburg ist meist eine Kombination aus einer Wehrkirche, deren Verteidigungsmauern lediglich die Kirchenmauern selbst sind, mit einem befestigten Wehrkirchhof. Während eine Wehrkirche ein Einzelgebäude ist, ist eine Kirchenburg ein Gebäudekomplex. Fälschlich werden die Begriffe manchmal synonym verwendet. 
Im Frühmittelalter wurden die frühen Bischofssitze, insbesondere in den neu christianisierten Gebieten wie dem Stammesherzogtum Sachsen, meist als Kirchenburgen ausgestaltet. Man spricht hier von einer Domburg.
Besonders häufig findet man Kirchenburgen in historischen Grenzregionen wie Franken, Niederösterreich, Kärnten, der Steiermark, der Mark Krain sowie in Siebenbürgen. Auch in Südfrankreich entstanden Kirchenburgen zum Schutz vor der Piraterie der Sarazenen, während in Italien hochgelegene Wehrdörfer häufiger sind. Insbesondere in Siebenbürgen, seit dem 12. Jahrhundert Siedlungsgebiet der Siebenbürger Sachsen in Rumänien, gibt es weit über hundert Kirchenburgen, von denen sieben zum UNESCO-Weltkulturerbe erklärt wurden (Birthälm/Biertan 1993, Kelling/Calnic, Wurmloch/Valea Viilor, Dersch/Darjiu, Deutsch-Weißkirch/Viscri, Keisd/Saschiz und Tartlau/Prejmer 1999). Erbaut und instand gehalten wurden sie, um sich gegen die immer wiederkehrenden Türkeneinfälle zu verteidigen.
Die heutzutage noch erhaltenen Kirchenburganlagen entstanden ab dem 15. Jahrhundert. Die Dörfler hatten im Gegensatz zu den Städtern nicht das Geld, um Wehranlagen rings um das Dorf zu errichten. Sie waren aber nicht minder den kriegerischen Auseinandersetzungen ihrer Landesherren und damit auch Überfällen und Plünderungen ausgesetzt. Auch größere Räuberbanden waren eine nicht zu unterschätzende Gefahr. Die Kirche, oft der einzige Steinbau im Ort, war am ehesten geeignet, um sich darinnen zu verteidigen, so entstanden die unterschiedlichen Formen, vom befestigten Wehrfriedhof, über einfache Wehrkirchen bis zur Kirchenburg. Besonders in Franken sind die Kirchen mit Gaden umgeben, die als Speicher dienten, wodurch man eine mehrtägige Belagerung aushalten konnte.
Kirchenburgen haben sich in Norddeutschland nicht erhalten. Vermutlich liegt das daran, dass in den steinarmen Gegenden das Material demontierter Ringmauern um die Kirchen anderweitig verbaut wurde. Die bisher einzig bekannte Kirchenburg im Küstenbereich ist die Dionysiuskirche in Bremerhaven-Wulsdorf, für die eine Feldstein-Ringmauer in einer Höhe bis zu 3,60 m überliefert ist.

## Liste von Ortschaften mit bestehenden Kirchenburgen

### Deutschland

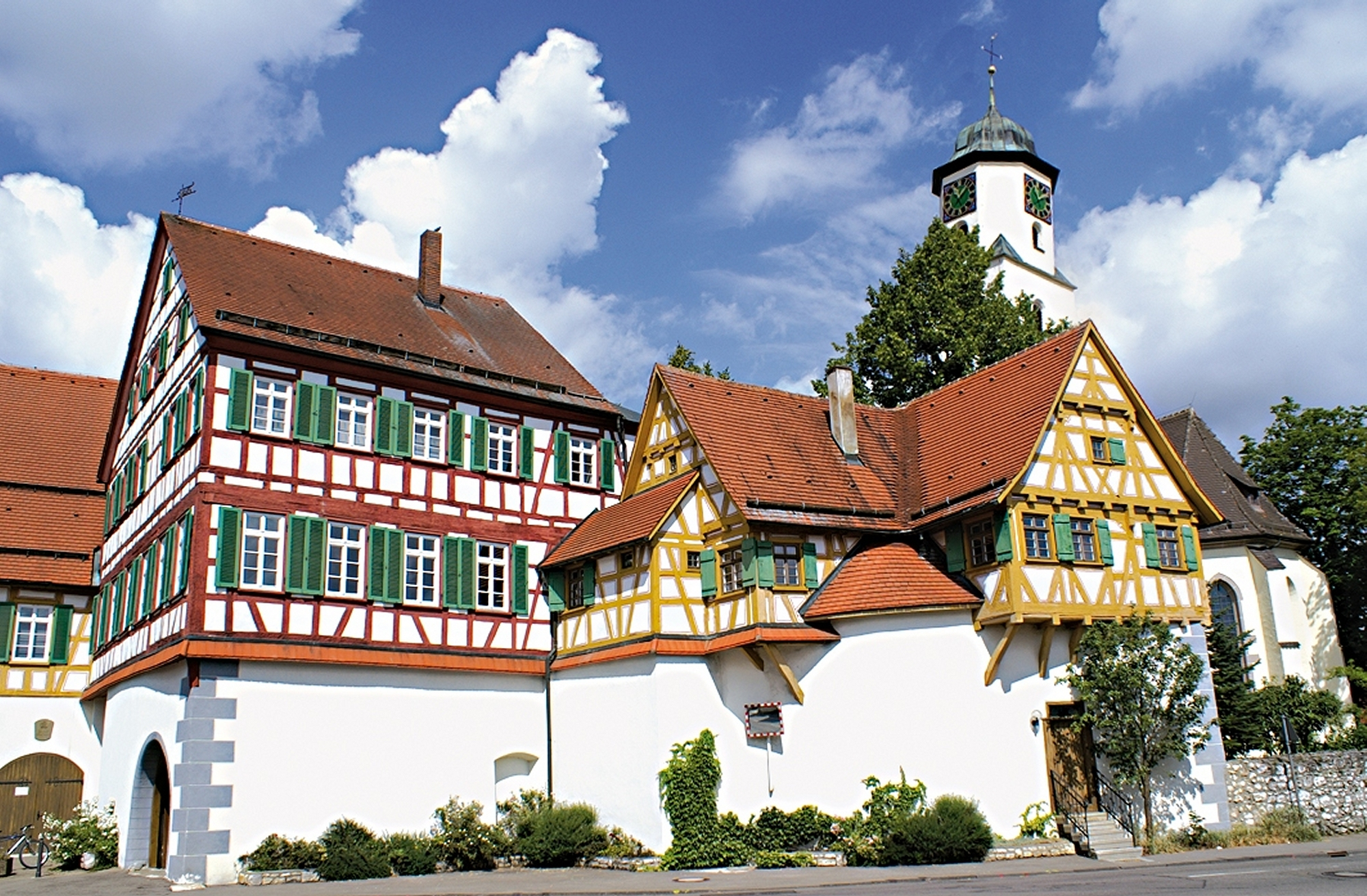
Laichingen auf der Schwäbischen Alb

#### Baden-Württemberg
Landkreis Alb-Donau:
- Altheim (Alb)
- Göttingen (Stadt Langenau)
- Holzkirch
- Hörvelsingen
- Laichingen
- Langenau
- Öllingen

Landkreis Böblingen:
- Aidlingen
- Döffingen
- Gärtringen
- Hausen an der Würm
- Hildrizhausen
- Kayh
- Kuppingen
- Magstadt
- Maichingen
- Merklingen (Weil der Stadt)
- Nufringen
- Weissach, → Kirchenburg Weissach

Enzkreis:
- Dietlingen
- Dürrmenz
- Dürrn
- Ellmendingen
- Großglattbach
- Illingen
- Iptingen
- Kieselbronn
- Lienzingen
- Neuhausen
- Schützingen

Landkreis Heilbronn:
- Brettach
- Dürrenzimmern
- Hausen an der Zaber
- Lauffen
- Obersulm-Sülzbach
- Schwaigern
- Siglingen

Landkreis Ludwigsburg:
- Affalterbach
- Aldingen → Margaretenkirche (Aldingen)
- Beihingen
- Eglosheim
- Gerlingen
- Großingersheim
- Großsachsenheim
- Kleinsachsenheim
- Alexanderkirche (Marbach am Neckar)
- Möglingen
- Pleidelsheim
- Schwieberdingen
- Tamm

Landkreis Main-Tauber:
- Angeltürn, → Wehrkirche Angeltürn
- Dertingen
- Eichel
- Finsterlohr
- Königshofen
- Külsheim
- Lauda
- Markelsheim
- Niederstetten
- Oberschüpf
- Oberstetten

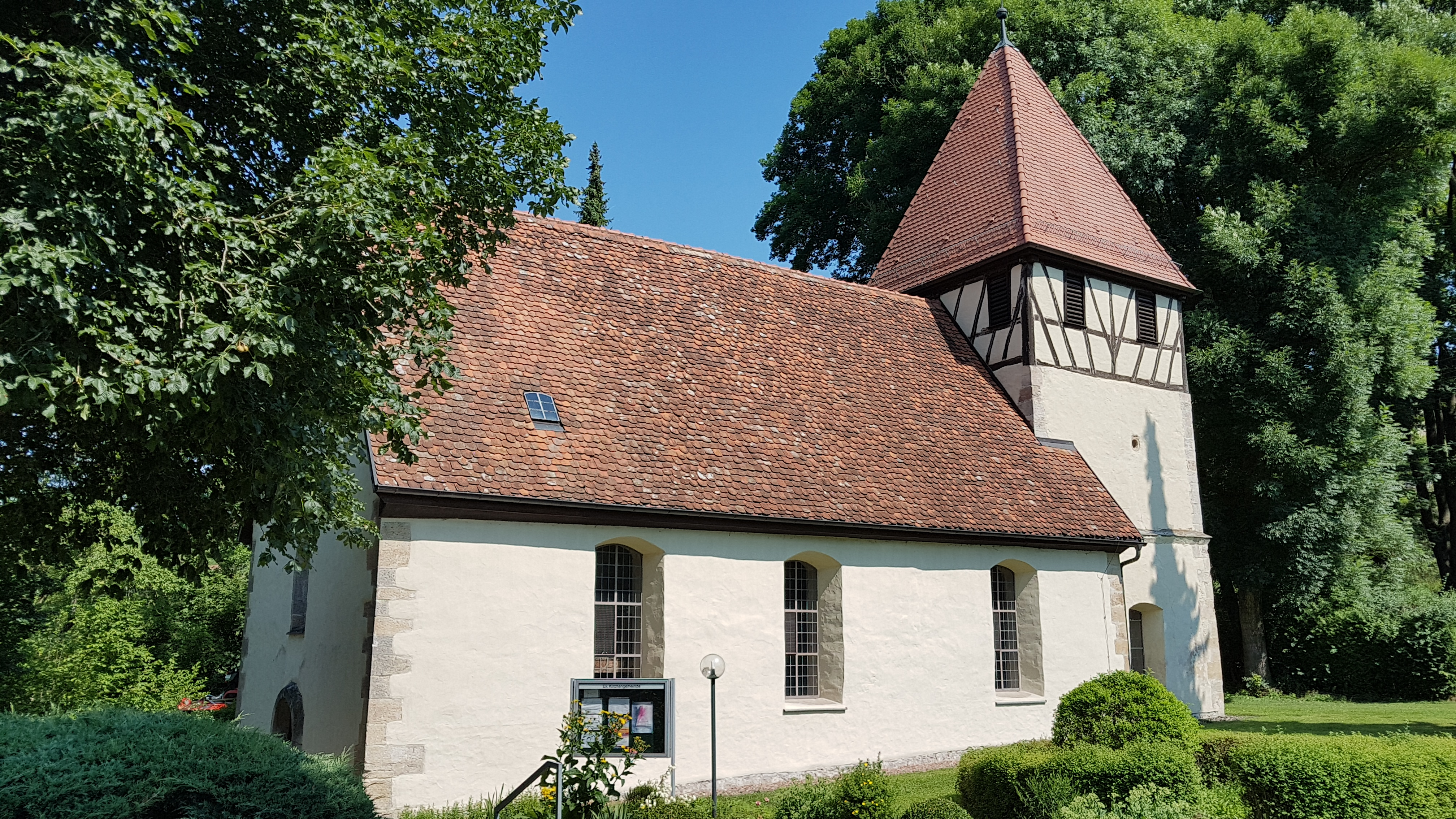
Wehrkirche Oberschüpf

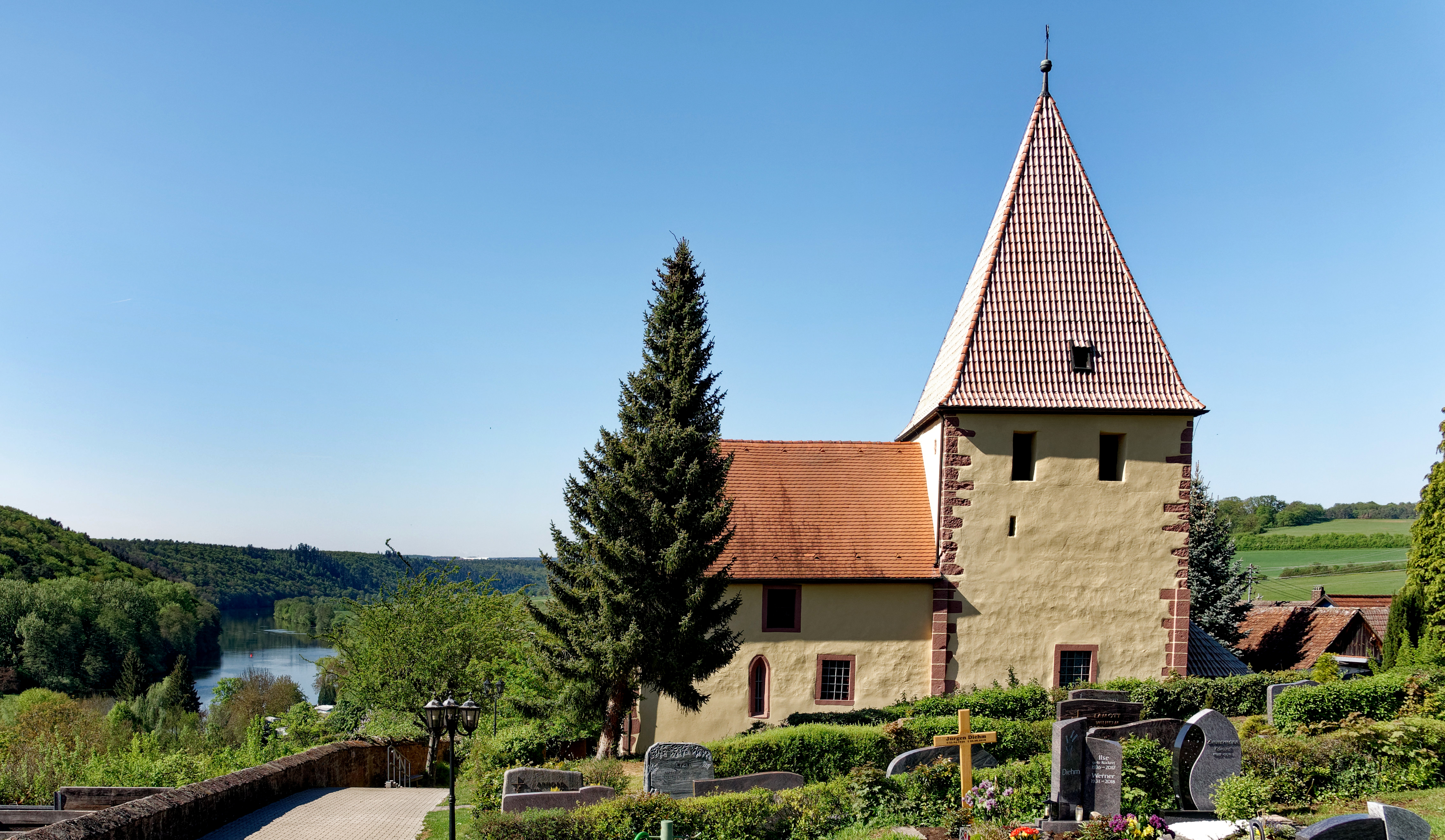
Wehrkirche Urphar

- Poppenhausen, → St. Martin (Poppenhausen)
- Rinderfeld
- Schäftersheim
- Urphar, → Jakobskirche (Urphar)
- Wachbach
- Waldenhausen
- Wermutshausen
- Wildentierbach

Landkreis Tuttlingen:
- Emmingen-Liptingen, → Kirchenburg Emmingen

Landkreis Rottweil:
- Sulz-Bergfelden, Kirchenburg St. Remigius

#### Bayern
Landkreis Ansbach:
- Aufkirchen
- Dombühl
- Gebsattel
- Großlellenfeld, → Beatae Mariae Virginis (Großlellenfeld)
- Halsbach
- Lehrberg
- Mosbach
- Neunstetten

Landkreis Bad Kissingen:
- Diebach
- Fuchsstadt

Landkreis Bayreuth:
- Gesees, → Kirchenburg St. Marien

Landkreis Cham:
- Eschlkam, → Kirchenburg Eschlkam
- Bad Kötzting, → Kirchenburg Kötzting
- Neukirchen beim Heiligen Blut, → Kirchenburg Neukirchen beim Heiligen Blut

Landkreis Eichstätt:
- Kinding, → Kirchenburg Kinding

Landkreis Erlangen-Höchstadt:
- Hannberg, → Wehrkirche Hannberg

Landkreis Forchheim:

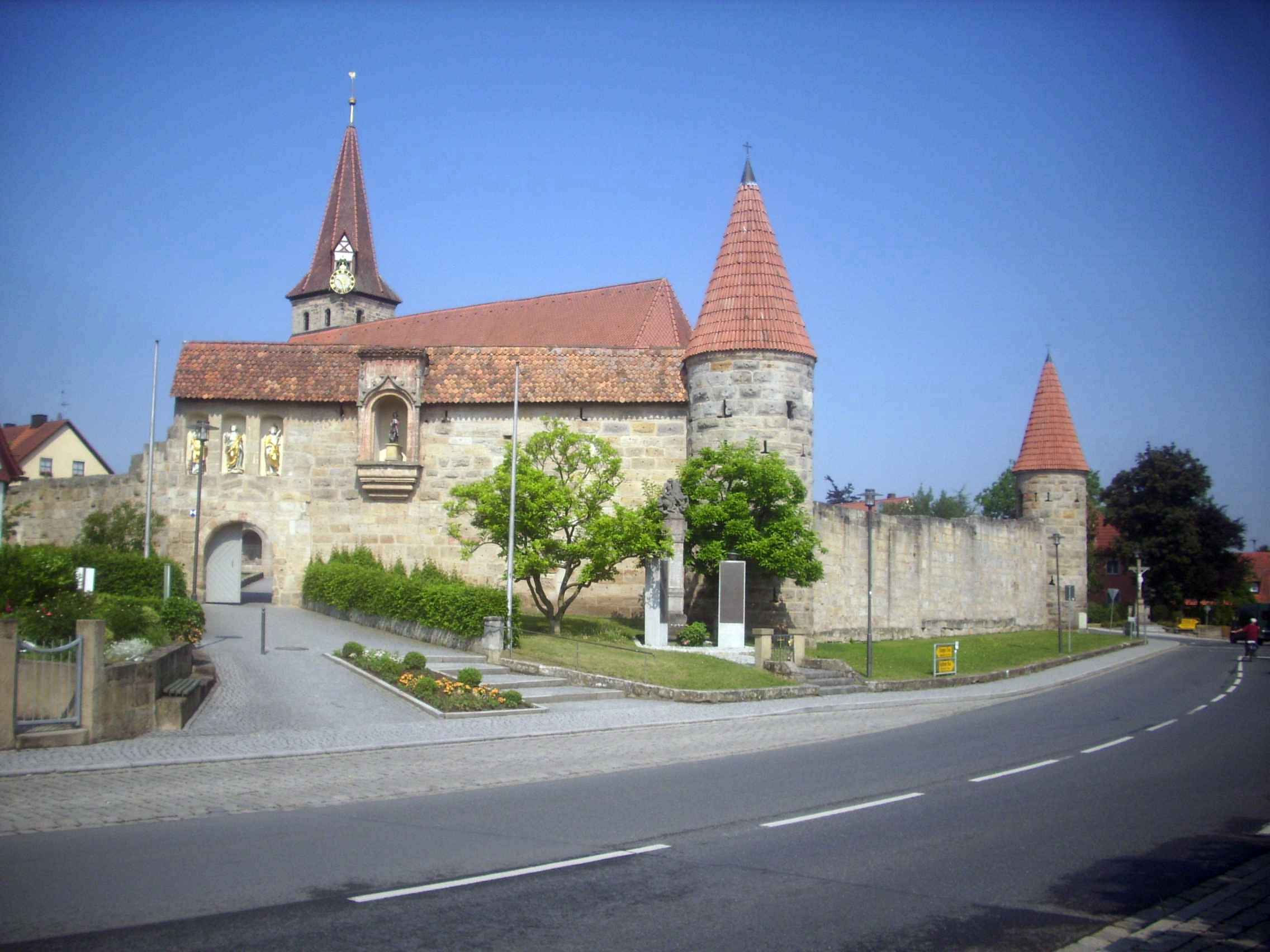
Kirchenburg Effeltrich

- Effeltrich, → St. Georg (Effeltrich)
- Hetzles

Landkreis Haßberge:
- Aidhausen

Landkreis Kitzingen:
- Abtswind
- Eichfeld

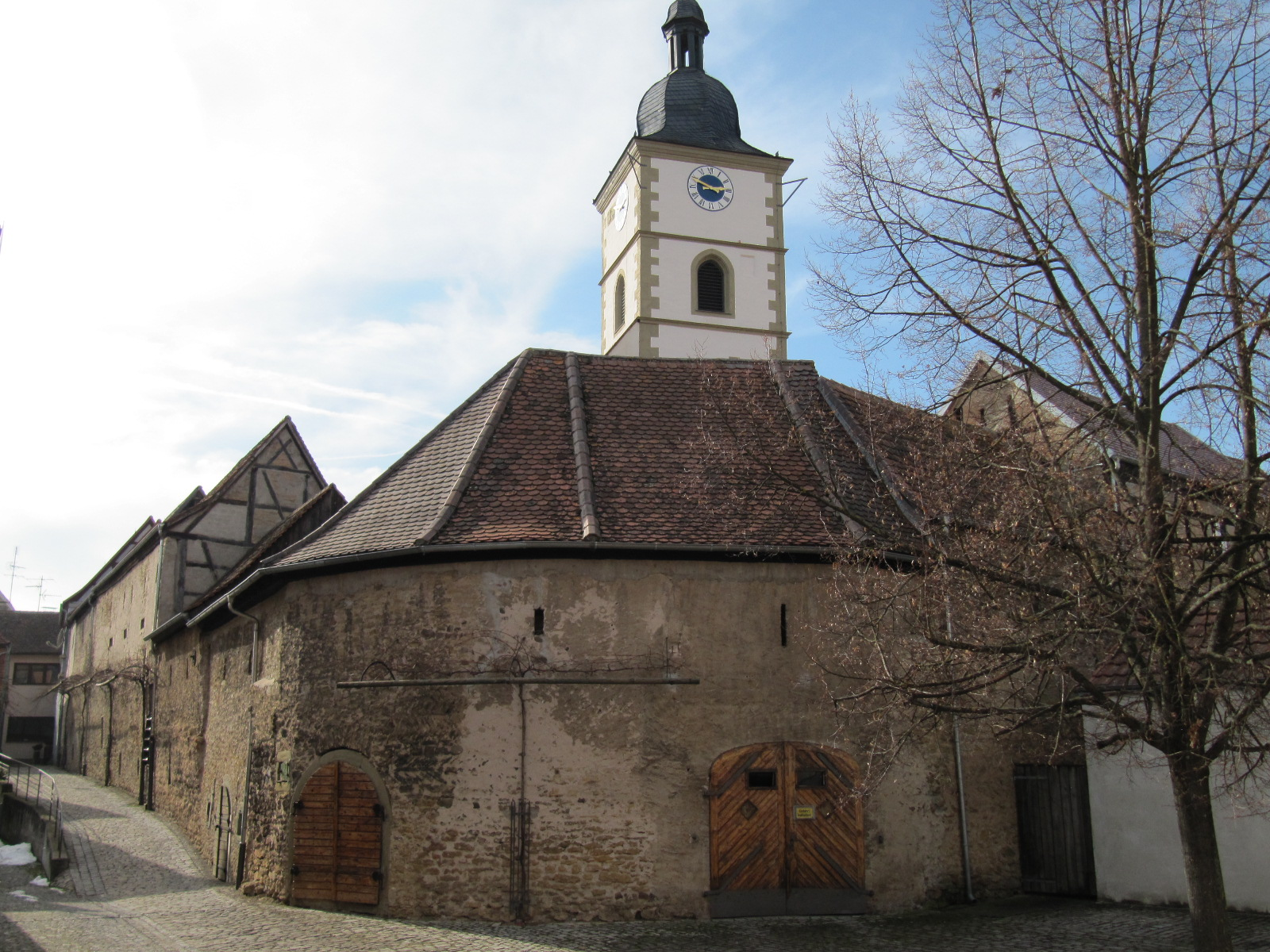
Kirchenburg Kleinlangheim

- Hüttenheim (Willanzheim) → Kirchenburg Hüttenheim
- Iffigheim
- Kleinlangheim, → Kirchenburg Kleinlangheim
- Krautheim
- Markt Einersheim → Kirchenburg Einersheim
- Markt Herrnsheim, → Kirchenburg Markt Herrnsheim
- Marktsteft, → Kirchenburg Marktsteft
- Mönchsondheim → Kirchenburg Mönchsondheim und Kirchenburgmuseum Mönchsondheim
- Nenzenheim → Kirchenburg Nenzenheim
- Segnitz
- Stadelschwarzach → Kirchenburg Stadelschwarzach
- Tiefenstockheim
- Wiesenbronn
- Willanzheim → Kirchenburg Willanzheim

Landkreis Kulmbach:

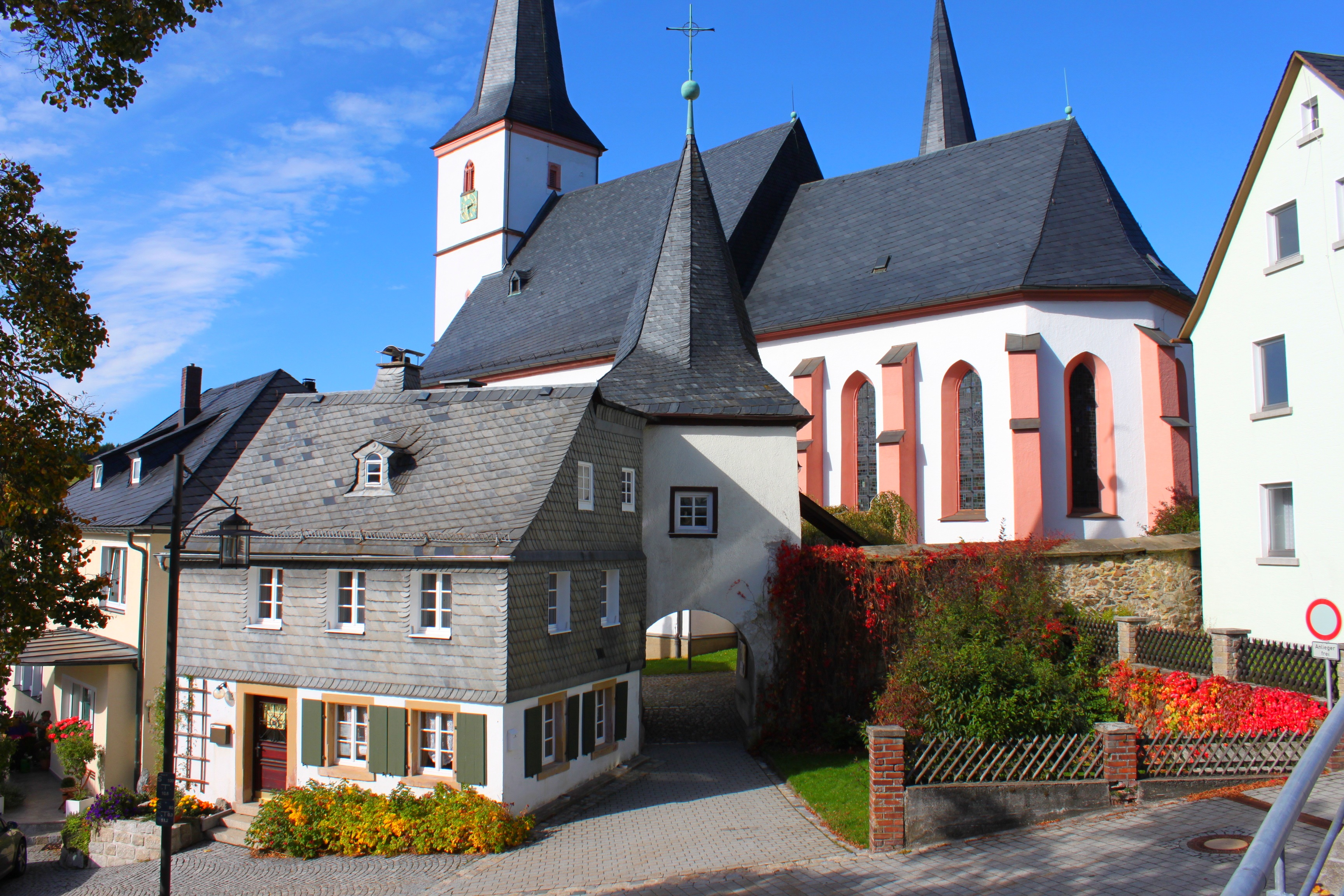
Kirchenburg/Wehrkirche Zum Heiligen Geist in Grafengehaig

- Grafengehaig → Zum Heiligen Geist (Grafengehaig)

Landkreis Landsberg am Lech:
- Prittriching

Landkreis Main-Spessart:
- Aschfeld (newe der kirch)
- Stetten

Landkreis Miltenberg:
- Kleinheubach → Kirchenburg Kleinheubach
- Bürgstadt → St. Margareta

Landkreis Neustadt an der Aisch-Bad Windsheim:
- Burgbernheim

Landkreis Passau:
- Kößlarn → Pfarrkirche Heiligste Dreifaltigkeit

Landkreis Rhön-Grabfeld:
- Bad Königshofen im Grabfeld-Althausen
- Heustreu
- Hollstadt
- Mittelstreu
- Nordheim vor der Rhön
- Oberstreu
- Ostheim vor der Rhön, → Kirchenburg Ostheim

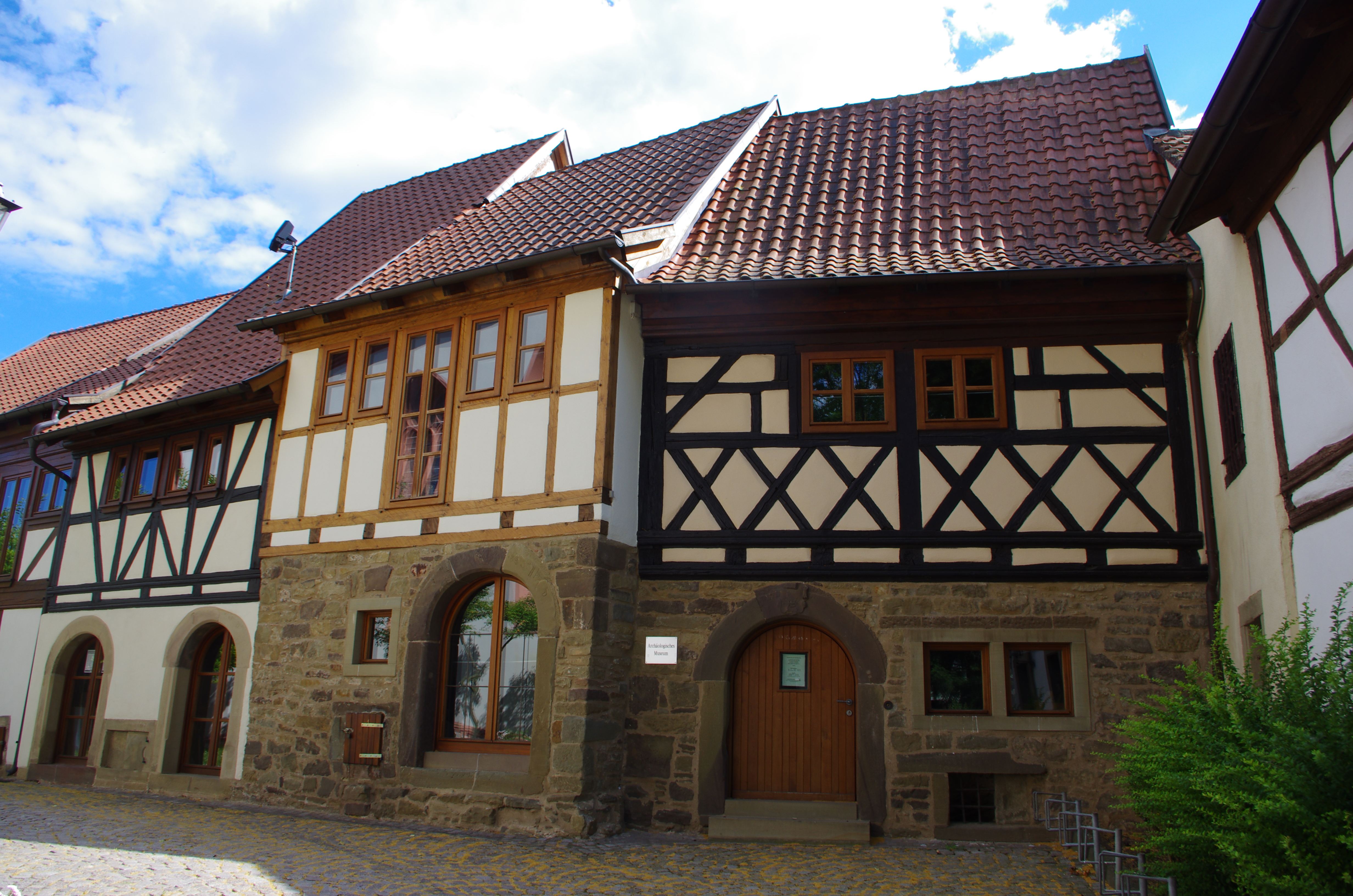
Kirchgaden in Geldersheim

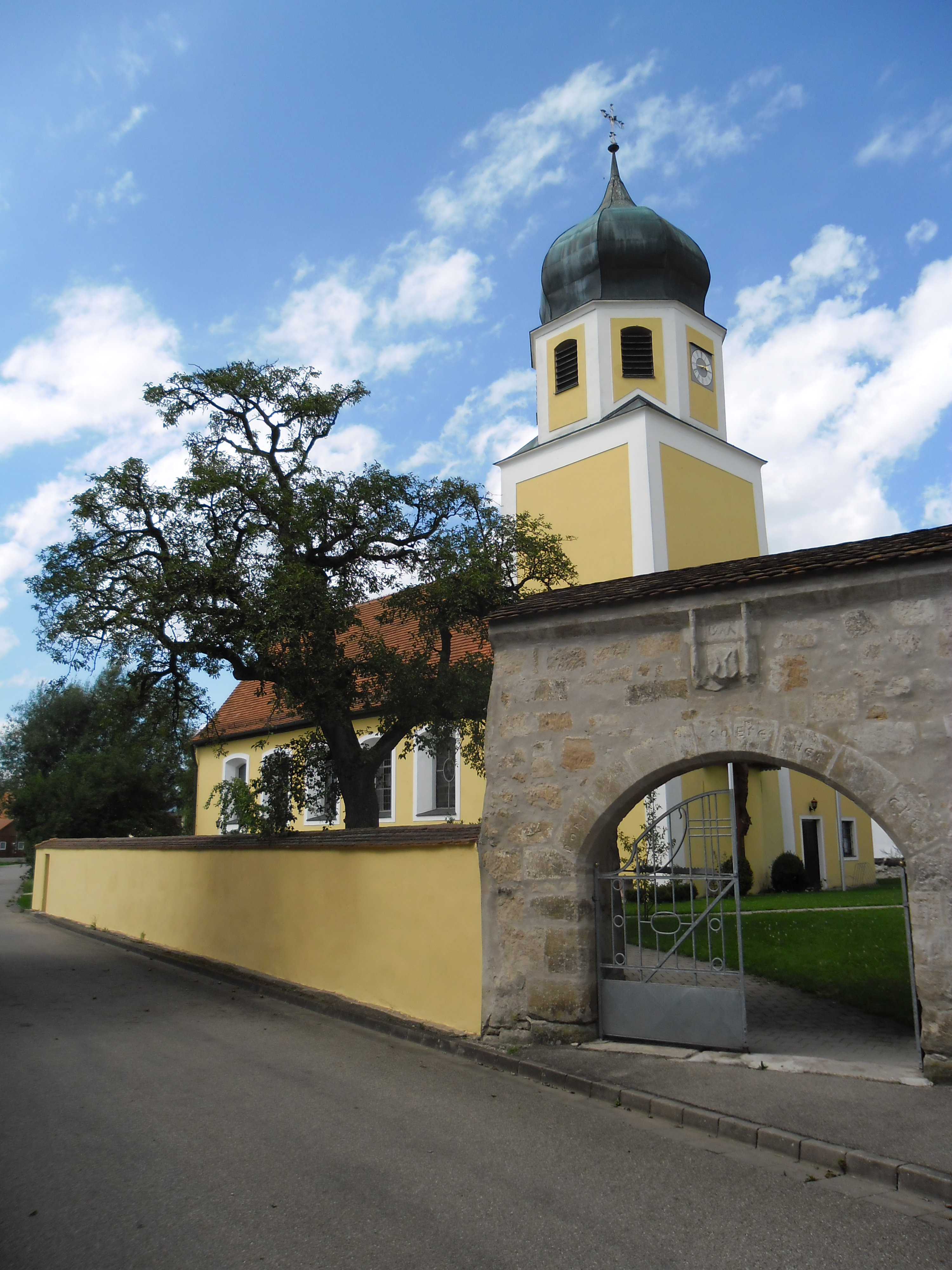
Kirchenburg in Cronheim

- Serrfeld
- Stockheim
- Unsleben
- Wülfershausen

Landkreis Schweinfurt:
- Donnersdorf
- Euerbach
- Geldersheim
- Gochsheim
- Schleerieth
- Schnackenwerth
- Schwanfeld
- Zeilitzheim

Landkreis Weißenburg-Gunzenhausen
- Cronheim, St. Maria Magdalena

Landkreis Würzburg:
- Goßmannsdorf

Stadt Nürnberg:
- Kraftshof

#### Niedersachsen
Landkreis Osnabrück:
- Ankum

#### Thüringen
- Berka/Werra, →  Kirche Berka
- Einhausen/Meiningen Wehrkirche Einhausen
- Ettenhausen an der Suhl, → Kirchenburg Ettenhausen
- Rohr/Meiningen Kirchenburg Rohr mit Krypta
- Schwallungen, → Kirchenburg Schwallungen
- Utendorf, → Kirchenburg Utendorf
- Walldorf, → Kirchenburg Walldorf

#### Sachsen
Landkreis Görlitz
- Horka → Wehrkirche Horka

### Luxemburg
- Echternach: die ehemalige Pfarrkirche Sankt Peter und Paul wurde innerhalb römischer Mauern errichtet, die sie bis ins 18. Jahrhundert hinein beschützten.
- Luxemburg: es besteht noch ein Turm des ansonsten gänzlich zerstörten befestigten Klosters Altmünster[1]

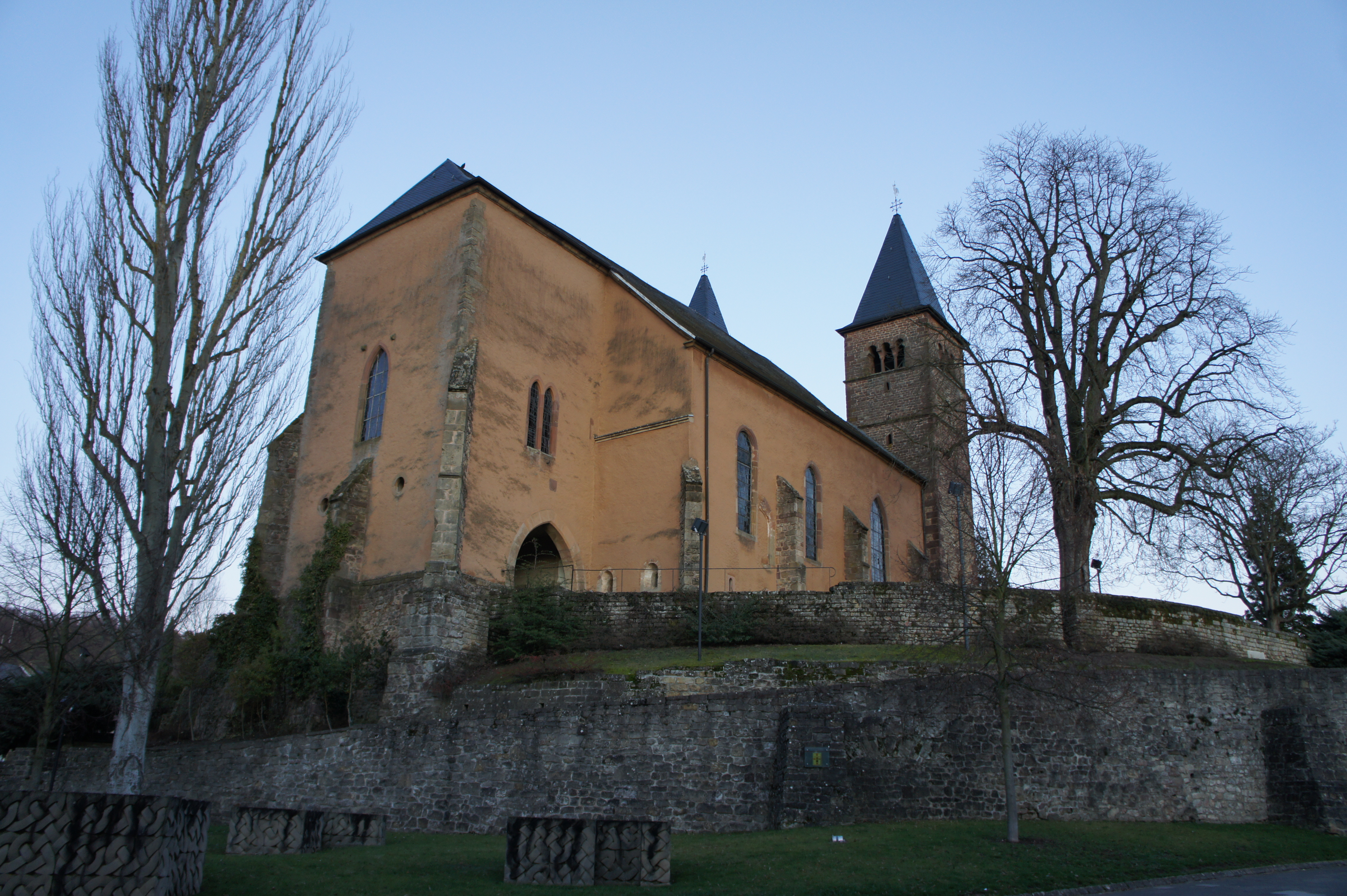
Ehemalige Pfarrkirche Sankt Peter und Paul, Echternach
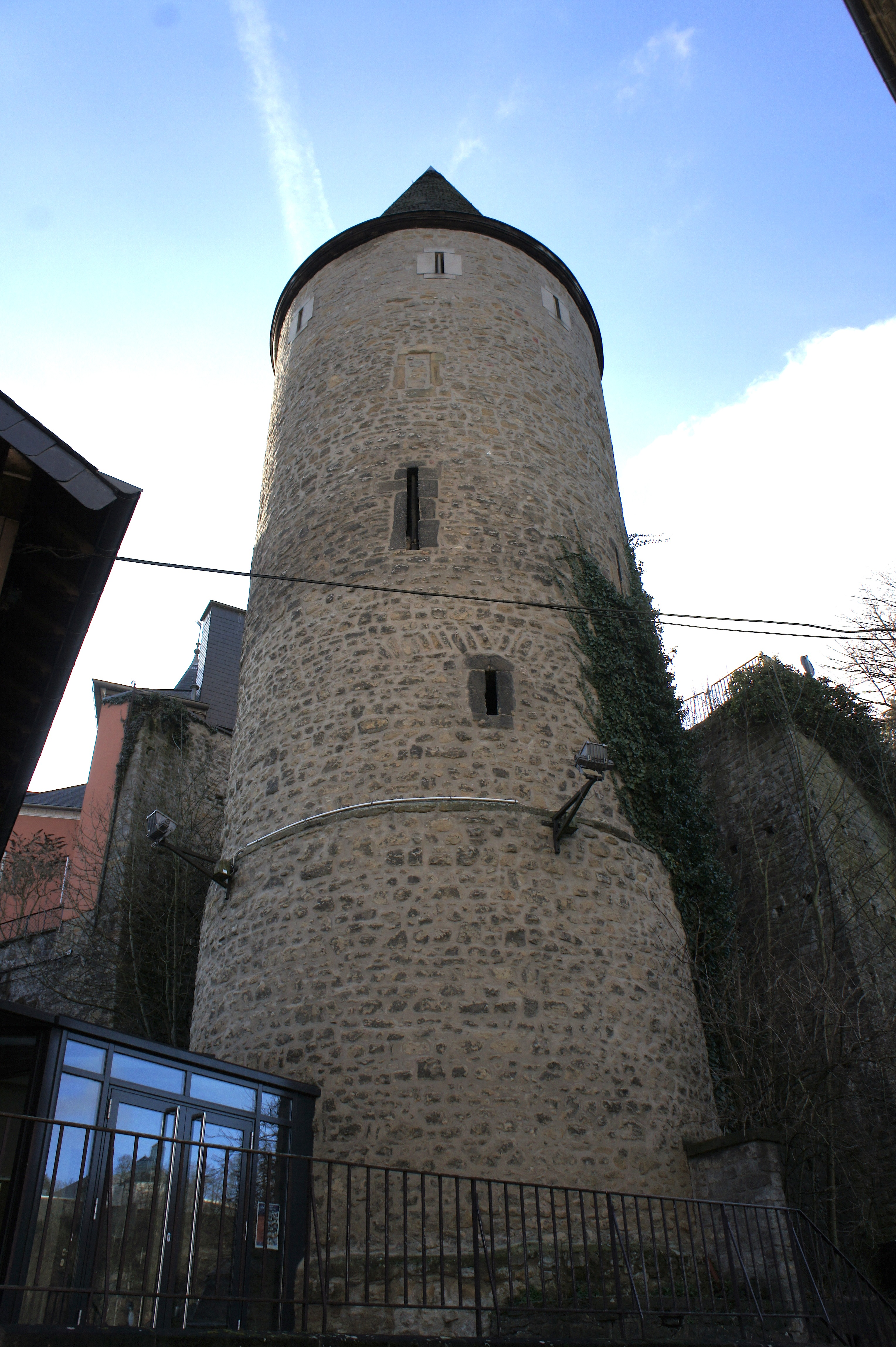
Turm des ehemaligen Klosters Altmünster, Luxemburg

### Österreich
- Eisenerz
- Maria Saal

### Rumänien (Siebenbürgen)

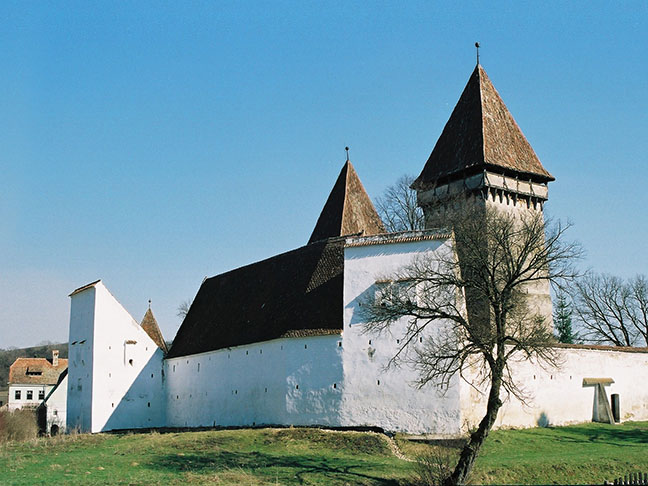
Schönberg (Rumänien)

In Siebenbürgen sind noch 165 Kirchenburgen erhaltenen. Sieben Kirchenburgen in Rumänien wurden zum UNESCO-Weltkulturerbe ernannt.

### Schweiz
- Müstair/GR: Kloster Son Jon und UNESCO-Welterbe
- Muttenz/BL: Wehrkirche St. Arbogast – eine vollständige spätmittelalterliche Kirchenburg
- Sitten/VS: Basilique de Valère

### Deutschsprachiger Raum
- Dieter Bischop, Nicola Borger-Keweloh, Dieter Riemer (Hrsg.): Burg und Kirche in Wulsdorf. Bremerhaven 2014, ISBN 978-3-931771-00-3.
- Wolfram Freiherr von Erfa: Wehrkirchen in Oberfranken. Kulmbach 1956.
- Dirk Höhne: Bemerkungen zur sogenannten Wehrhaftigkeit mittelalterlicher Landkirchen. In: Burgen und Schlösser in Sachsen-Anhalt. 12 (2003), S. 119–149. (kritisch u. a. zu H. Müller)
- Dirk Höhne, Christine Kratzke (Hrsg.): Die mittelalterliche Dorfkirche in den Neuen Bundesländern II. Funktion, Form, Bedeutung (= Hallesche Beiträge zur Kunstgeschichte. 8). Halle 2006. (elf Aufsätze zum Thema „Wehrhaftigkeit von Dorfkirchen“)
- Fred Kaspar (Hrsg.): Im Speicher auf dem Kirchhof. Wohnen und Arbeiten im Zentrum von Kleinstadt und Dorf. (= Einblicke. Schriften der Stiftung Kleines Bürgerhaus. Band 5). Petersberg 2018.
- Karl Kolb: Wehrkirchen und Kirchenburgen in Franken. 2. Auflage. Echter, Würzburg 1981, ISBN 3-921056-16-0.
- Hans u. Berta Luschin: Kärntens schönste Wehrkirchen. Carinthia, Klagenfurt 1985, ISBN 3-85378-237-X.
- Heinz Müller: Wehrhafte Kirchen in Sachsen und Thüringen. Oberlausitzer Verlag, Waltersdorf 1992, ISBN 3-928492-26-8.
- Ursula Pfistermeister: Wehrhaftes Franken : Burgen, Kirchenburgen, Stadtmauern. Carl, Nürnberg 2000, ISBN 3-418-00387-7.
- Reinhard Schmitt: „Wehrhafte Kirchen“ und der „befestigte Kirchhof“ von Walldorf, Kreis Schmalkalden-Meiningen. In: Burgen und Schlösser in Sachsen-Anhalt. 9, 2000, S. 127–149. (kritisch u. a. zu G. Seib)
- Gerhard Seib: Wehrhafte Kirchen in Nordhessen. (= Beiträge zur hessischen Geschichte. 14). Trautvetter & Fischer, Marburg an der Lahn 1999, ISBN 3-87822-111-8.
- Michael Weithmann: Wehrkirchen in Oberbayern. Eine typologische Übersicht. In: Schönere Heimat. ISSN 0177-4492. 1992, Heft 4, S. 211–222.
- Joachim Zeune: Neue Forschungen an fränkischen Kirchenburgen. In: Burgenforschung aus Sachsen. 5/6 1995, S. 226–239. (kritisch hierzu, insbesondere zu den Publikationen von Kolb)
- Joachim Zeune: Gottes Burgen. Kirchenburgen, Wehrkirchhöfe und Wehrkirchen in Franken, Friedrich Pustet/Morsbach, Regensburg 2022.
- Dirk Höhne und Reinhard Schmidt (Hrsg.): Wehrhafte Kirchen und befestigte Kirchhöfe (Veröffentlichung der Landesgruppen Sachsen, Sachsen-Anhalt und Thüringen der Deutschen Burgenvereinigung e. V. zur Tagung in Meiningen vom 12.-14. Oktober 2012). Beier u. Beran, Langenweißbach 2015.

### Siebenbürgen
- Hermann  und Alida Fabini: Kirchenburgen in Siebenbürgen. Abbild und Selbstdarstellung siebenbürgisch-sächsischer Dorfgemeinschaften 2. Auflage. Koehler und Amelang, Leipzig 1991, ISBN 3-7338-0073-7.
- Hermann Fabini: Atlas der siebenbürgisch-sächsischen Kirchenburgen und Dorfkirchen. Monumenta-Verlag, Hermannstadt, ISBN 3-929848-15-5. (AKSL, Heidelberg 1999, ISBN 973-98825-0-1) (527 Kirchenburgen, alle bekannten, sind mit Grundrissen und Beschreibungen der Baugeschichte vertreten)
- Heinrich Lamping: Kirchenburgen in Siebenbürgen. Geographische Analysen, Kurzbeschreibungen, Bilddokumentation. (= Frankfurter wirtschafts- und sozialgeographische Schriften. Heft 57). Selbstverlag des Instituts für Wirtschafts- und Sozialgeographie, Johann Wolfgang Goethe-Universität, Frankfurt am Main 1991.
- Arne Franke: Das wehrhafte Sachsenland. Kirchenburgen im südlichen Siebenbürgen. Deutsches Kulturforum östliches Europa, Potsdam 2007, ISBN 978-3-936168-27-3. Kurzbeschreibung Das wehrhafte Sachsenland. online